# Yue Minjun
Yue Minjun é um artista contemporâneo chinês, conhecido por pinturas a óleo retratando-se de diversas maneiras, sempre com uma gargalhada ou sorriso. Este é a sua assinatura pessoal, também reproduzida em esculturas, aquarelas e estampas. A arte de Yue é frequentemente classificada como Realismo Cínico pois reflete as novas tendências artísticas da arte contemporânea chinesa na década de 1990 (humor, cinismo, ênfase das cores vivas e centralidade no indivíduo), no entanto, Yue Minjun rejeita esse rótulo.

## Vida pessoal
Yue Minjun nasceu em 1962 na cidade de Daqing, em Heilongjiang, na China. A família dele trabalhou em um campo de petróleo quando era jovem, ele também ensinou arte na escola de petróleo por um curto período de tempo. Em 1980, ele se formou no ensino médio. Em 1983, ele decidiu ir para He Pei, onde se tornou eletricista. Ele estava pintando e trabalhando ao mesmo tempo. Normalmente, ele poderia continuar pintando e trabalhando por 20 dias. Esta experiência de vida nos dá uma pista de por que a cor da pele de suas personagens é vermelha. Na década de 1980, ele começou a pintar retratos de seus colegas de trabalho e do mar enquanto ele estava envolvido em perfuração de petróleo em águas profundas. Em 1989, ele foi inspirado por uma pintura de Geng Jianyi em um show de arte em Pequim, que representava o próprio rosto de riso de Geng. 
Em 1990, ele finalmente se mudou para Hongmiao, no distrito de Chaoyang, em Pequim, que também era o lar de outros artistas chineses. Durante esse período, seu estilo de arte se desenvolveu com retratos de seus amigos boêmios da vila dos artistas. Marcado pelos críticos como um membro muito influente do movimento do Realismo cínico, ele encontrou sucesso e elogio por suas imagens de assinatura em uma variedade de escultura, aquarela e impressão. Afetado pela revolução da arte moderna chinesa, todo o país estava quebrando velhos pensamentos e fazendo algo novo. Isso também é realmente importante para Yue, ele disse que cresceu em um mundo tão fechado, mas tudo que aconteceu durante esse tempo mudou totalmente seus pensamentos.

## Carreira
As raízes do estilo de Yue Minjun têm inspiração no trabalho de Geng Jianyi, que primeiro inspirou a ideia de seu próprio rosto rindo. Ao longo dos anos, o estilo de Yue Minjun também se desenvolveu rapidamente. Yue muitas vezes desafia as convenções sociais e culturais, retratando objetos e até questões políticas de forma radical e abstrata. Ele também mudou seu foco dos aspectos técnicos para o "conceito inteiro de criação". Em meados da década de 1990, o padrinho da arte contemporânea chinesa, o Sr. Li Xianting deixou a marca do de realismo cínico em Yue Minjun. O realismo cínico significa descrever o status de vida com um cinismo e uma atitude de arte ridícula, usando auto-opinião para entender políticas e comerciais. "As peças de Yue estão zombando de si mesmo e da comunidade, libertam-se e expulsam suas emoções".

## Obras[6]
- Untitled 3, 1997
- Untitled 2, 1997
- Mushroom Cloud, 2002
- Hometown, 2005
- Untitled, 2003
- Untitled (Magritte Stone), 2006
- Maze Looking for Chinese Art-2, 2008
- Blue Sky and White Clouds, 2012
- Free Sky No. 1, 2012
- Floating, 2013

## Exposições
Fonte:

### Exibições individuais
- 2004
  - Yue Min Jun: Sculptures And Paintings, Schoeni Art Gallery, Hong Kong

- 2003
  - Yue Min Jun: Pequim Ironicals, Prüss & Ochs Gallery, Berlim, Alemanha
  - Yue Min Jun, Meile Gallery, Suiça

- 2002
  - Soaking In Silly Laughter: One Of Art Singapore 2002, Soobin Art Gallery, Singapura
  - Yue Min Jun: Handling, One World Art Center, China

- 2000
  - Red Ocean: Yue Min Jun, Chinese Contemporary, Londres

### Exibições em grupo
- 2004
  - Guangju Biennale 2004, Coreia do Sul
  - Shanghai Biennale 2004, China
  - China, The Body Everywhere?, Maseille Museum Of Contemporary Art, França, Paris
  - 20 Years Of Hanart, Tz Gallery, Hong Kong Art Center
  - Art On The Beach, Enrico Navarra Gallery, Paris, França

- 2003
  - From China With Art, Edwin Gallery & Indonesia National Gallery, Jacarta, Indonésia
  - The Rest Of The World, Neuffer Am Park, Pirmasens, Alemanha
  - Neue Kunsthalle Mannheim 2, Kunsthalle Mannheim, Alemanha
  - Cp Open Biennale 2003, Indonesia National Gallery, Jacarta, Indonésia
  - People And People: Chinese Modern And Contemporary Art Collections Of Gdma, Guangdong Museum Of Art(Gdma), Guangzhou, China
  - Living Conditions: Selections From The Gdma Collection Of Contemporary Chinese Art, Gdma, Guangzhou, China

- 2002
  - Chinese Contemporary Art Exhibition: Red Land, China; Gwangju Art Museum, Coreia do Sul
  - Korea And Chinese Painting 2002: New Expression, Seoul Culture & Art Center, Coreia do Sul
  - Chinese Contemporary Art, Rekjavik Art Museum, Islândia
  - A Point In Time-Changsha, Beauty Art Museum, Changsha, China
  - The First Guangzhou Triennial, Guangdong Museum Of Art, China
  - Inaugural Exhibition: Contemporary Terracotta Warriors, The Esplanade, Singapura
  - Golden Harvest: Chinese Contemporary Exhibition, Croatia National Art Museum, Croácia

- 2001
  - Ornament And Abstractiono, Foundation Beyeler, Suíça
  - Hotpot: Chinese Contemporary Art, Kunstnernes Hus, Oslo, Noruega
  - Towards An New Image: Twenty Years Of Contemporary Chinese Painting, National Art Museum, Pequim; Shanghai Art Museum, Shanghai; Sichuan Art Museum, Chendu; Guangdong Art Museum, Guangzhou, China
  - Song Zhuang, Staedtische Galerie Im Buntentor Bremen & Kunstverein Ludwigshafen, Alemanha

- 2000
  - Between Chengdu Upriver Residence, Kunming Upriver Club, China
  - Portraits Of Chinese Contemporaries, The Culture Center Of Francois Mitterrand, França
  - Our Friends, Bauhaus University Art Gallery, Weimar, Alemanha

- 1999
  - OPEN BOUNDARY: THE 48th VENICE BIENNALE, Veneza, Itália
  - "Transparence, Opacite?: 14 Chinese Contemporary Artists, França, Itália
  - Open Channels: The First Collecting Exhibition Of Dongyu Museum Of Fine Arts, Dongyu Museum, Shenyang, China
  - New Modernism For A New Millennium: Works By Contemporary Asian Artists From The Logan Collection, Linn Gallery, São Francisco, Estados Unidos

- 1998
  - The Grand Tour, Chinese Contemporary, Londres, Inglaterra.
  - The First Exhibition Of The Upriver Gallery Collection, He Xiangning Art Gallery, Shenzhen, China.
  - It's Me!-A Profile Of Chinese Contemporary Art In The 90s, Forbidden City & Tai Miao, Pequim, China.
  - Pequim Prediction: Contemporary Art Of China, Pequim, China

- 1997
  - Quotation Marks: Chinese Contemporary Paintings, Singapore Art Museum, Singapura
  - China Now: Tokyo, Japão; Basel, Suíça.

- 1996
  - China!, Bonn Art Museum, Alemanha; Kuenstlerhaus, Wien, Áustria
  - Art To Swatch, Take Part In The Design Of "The 1996 Artist Collection " Of Swatch

- 1995
  - Vision Of China: Contemporary Chinese Painting By Chinese Masters, Pacific City Club, Bangkok, Tailândia
  - Contemporary Chinese Oil Painting Exhibition: From Realism To Post-Modernism, Theoremes Gallery, Brussels, Bélgica

- 1994
  - Faces Behind The Bamboo Curtain: Works Of Yue Min Jun And Yang Shao Bin, Schoeni Art Gallery, Hong Kong

- 1992
  - Yuan Ming Yuan Artists Exhibition, Yuan Ming Yuan, Pequim, China

- 1991
  - Contemporary Modern Art Exhibition, Pequim Friendship Guest House, China

- 1987
  - S, Art Exhibition, Hebei Museum, China